# Битка код Чокешине
Битка код Чокешине (српски Термопил) је битка вођена између српске устаничке војске под командом браће Недић и турске војске код манастира Чокешина недалеко од Лознице на Лазареву суботу, 28. априла 1804. године. Ова битка је позната и као српски Термопили, због тога што је српска војска бројала 303 хајдука.

## Позадина
У пролеће 1804. године Први српски устанак је узео маха, а устаници опсели већа места и ослободили добар део Београдског пашалука. Устанике ваљевског краја су предводили Матеја и Јаков Ненадовић. После победе над Турцима на Свилеуви 11. марта Јаков Ненадовић је опсео Шабац. Турци из Босне, зворнички паша Видајић и Мула Ножина пошли су у помоћ опседнутим Турцима у Шапцу. Њих је код манастира Чокешина требало да дочекају удружени устаници како би спречили да њихово присуство код Шапца упропасти опсаду.
Код манастира су се састали харамбаша Ђорђе Ћурчија, браћа Недић и Јаков Ненадовић са делом војске, јер је главнину оставио у опсади Шапца. Око начина супротстављања Турцима најпре су се сукобили Ђорђе Ћурчија и Јаков Ненадовић. Ћурчија је напустио Чокешину са око 300 хајдука. Јаков је затим ушао у сукоб и са Недићима и видевши да не може да им командује и он је отишао и повукао своју војску са собом. На месту сукоба са Турцима остали су сами браћа Недић са својим хајдуцима и верним пратиоцима Дамјаном Кутишанцем и Пантом Дамјановићем.
Бој на Чокешини се одиграо на Лазареву суботу 28. априла 1804. године. Према народној песми Турака је било преко седам хиљада, али је њихов број вероватно преувеличан. Недићи су се супротставили непријатељу на брду Липовица где су се сатима одупирали све док нису десетковани. Када им је „понестало џебане“ њих неколико су се повукли према липовичком потоку где су пружили последњи отпор.
Вук је овако описао саму битку: „Уз лупу добоша, звекет таламбаса и пиштање зурли, записали су хроничари, приближавала се турска ордија. У зрацима јутарњег сунца пресијавало се сребром оковано оружје и светлуцала срма на долама босанске господе. Пред ордијом Ножин ага и Дервиш ага разигравају виловите арапске атове. За то време изнад тихог потока Врањевца, ћутали су подгорски хајдуци. До њих лево и десно били су тамнавски и поцерски устаници. А када се сунце високо диже изнад церских огранака развише се зелени барјаци и дуга колона ордије разли се у шарени живаљ. Алакнуше Турци и кад угледаше бусије, извалише дуге пушке, исукаше јатагане и јурнуше уз брдо. Заљуља се и Плибар барјактар, поносни јунак из Брчког али тек што ободе вранца плану џевердар Анте Дамљановића и славни барјактар клону на гриви свог вранца. Поколебаше се Бошњаци. Али сада се брзо пови њихово десно крило а испред њих Хаса зворнички бег јури са високо подигнутим бајраком и испруженом кривом џордом, право на Дамњана код шанца. И када већ стиже на домет малих пушака, плану Дамњанова шара и лепршави бајрак паде на неку траву да би на себе дочекао јунака. Црн загушљив барутни дим слетео је између бораца. Острвљени Турци налећу на хајдуке али их они враћају сложним плотунима. Зашарени се поље мртвим Турцима, али и Срба је све мање. Они виде да се неће моћи одржати па реше да крену у последњи јуриш. Али нестаје им и џебане, све ређе сева пламен из хајдучких пушака. А од Дрине пишти турска хордија. Бошњацима долази помоћ од Јање. Они се у Чокешини као побеснели рисови бацише на хајдуке и устанике.“
Прота Матеја Ненадовићу својим мемоарима описује да је његов стриц Јаков Ненадовић хтео око манастира код Чокешини да направи бусију и да српска војска ту Турке дочека, али да су браћа Недићи то одбили и да су отишли даље ка Лешници. Турци су се користили странпутицама да дођу Недићима с леђа,после чега се цео дан водио бој у некој вртачи и да су Турци на крају када је хајдуцима увече нестало џебане учинили јуриш, кијачки се са хајдуцима тукли ножевима и кундацима и на крају су због бројчане снаге надвладали хајдуке. Браћа Недић су били рањени на више места; посебно су им биле тешке ране на ногама, нису могли стајати, а ни склонити се на сигурније место. Они су из седећег става ослоњени леђима један на другог, пуцали и храбрили остале борце да истрају све до своје погибије.
Јаков се некако извукао из окршаја, отишао по помоћ и вратио се али је све већ било готово. Сви устаници су изгинули, осим неколико њих који су се притајили међу погинулим.

## После битке
После пет дана избегли игуман Хаџи Константин је са мештанима и мајком браће Недић затекао ужасан призор: искасапљена тела браће Недић и њихових 303 хајдука, спаљен манастир и девет преживелих у тешком стању који су умрли иако им је указана помоћ. Сви су сахрањени поред манастира.

## Последице
Бојем на Чокешини босанским Турцима је онемогућено да пруже помоћ опседнутом Шапцу. Устаници су освојили Шабац првог маја. Јуначка погибија браће Недић и њихових хајдука ушла је легенду, а Леополд Ранке је бој на Чокешини назвао „српским Термопилима“.

## Место бојишта данас
Место бојишта, где су браћа Недић пружила последњи отпор, зарасло је у густу шуму. Само место бојишта налази се даље од манастира Чокешина на брду Липовац и код Липовачког потока, мало подаље од пута од Прњавора ка манастиру Чокешина. Место бојишта обележено је одмах после боја са каменим споменицима, на којима је урезан натпис на глагољици.

## Занимљивости
Бој на Чокешини је приказан у стрип едицији „Никад Робом” под насловом „У пламену устанка.”